# Vahase
Vahase – wyspa w zachodniej części Estonii. Znajduje się na zachód od wyspy Sarema. Leży na Morzu Bałtyckim. Porasta ją las z jałowcami, sosnami i dębami. Ma ona 65,5 ha powierzchni i istnieje od około tysiąca lat. 